# Schweizerisches Idiotikon
Le Schweizerisches Idiotikon (titre complet : Das Schweizerische Idiotikon. Wörterbuch der schweizerdeutschen Sprache) est un dictionnaire des dialectes alémaniques.
Sa publication s'étend sur près d'un siècle et demi, entre le premier volume en 1881 et le dix-septième en cours de publication cahier par cahier (état fin mai 2023).
Lancé à l'origine par Friedrich Staub, il contient quelque 180 000 entrées, classées selon leur étymologie et non par ordre alphabétique en raison de la grande variété des dialectes couverts.
Le dictionnaire peut être consulté gratuitement en ligne.